# Gianni Letta
Gianni Letta (15 de abril de 1935) es un periodista y político italiano. Ha sido asesor de Silvio Berlusconi y miembro del consejo consultivo de Goldman Sachs Internacional.

## Biografía
Después de graduarse en Derecho,  empezó a trabajar como periodista para varios periódicos, así como para la RAI y la Agenzia Nazionale Stampa Associata (ANSA). Gianni Letta es tío del político Enrico Letta, primer ministro del Partido Democrático de la Izquierdo en 2014.
Desde septiembre de 2020, es miembro del Italiano Aspen Institute.

## Trayectoria
Letta fue editor durante quince años de la revista Il Tempo (de 1973 a 1987). Ese año dejó el periódico para introducirse en el grupo Fininvest, propiedad del político y empresario Silvio Berlusconi. Condujo un buen número de programas de televisión, especialmente en Canale 5.
Después de que Berlusconi entrara en política, Letta se convirtió en subsecretario del primer gobierno dirigido por Berlusconi en 1994. Volvió al gobierno de nuevo en el período 2001-2006, y por último entre 2008 y 2011. En 2010, la CNN se refirió a Letta como "un hombre de Berlusconi." Entre otras misiones, Letta llevó directamente las relaciones del presidente Berlusconi y del Gobierno italiano con la Santa Sede. Gianni Letta, amigo y estrecho colaborador de Silvio Berlusconi, estuvo presente en la boda entre Berlusconi y la actriz Veronica Lario en el Palazzo Marino en 1990.
En 2006, Berlusconi le nominó como candidato de la Casa de las Libertades a la Presidencia de la República italiana, frente a Carlo Azeglio Ciampi, candidato del centro izquierda. En la primera votación, celebrada el 8 de mayo de 2006, obtuvo 369 votos, no suficientes para ser elegido. Recibió los votos de la coalición del ala derecha, pero fue rechazado por la mayoría de L'Unione, por ser considerado como el factótum de Silvio Berlusconi. Al final, la presidencia recayó en el veterano político Giorgio Napolitano, el candidato de L'Unione, en votación celebrada el día 10 de mayo de 2006.

## Goldman Sachs
El 18 de junio de 2007, Letta fue nombrado miembro del consejo consultivo de Goldman Sachs Internacional, designado por el banco para "proporcionar consultoría estratégica en oportunidades de crecimiento, con un foco especial en Italia." El presidente de Goldman Sachs Internacional, Peter Sutherland dijo en la declaración de prensa que Letta era "un talento excepcional, con experiencia política y conocimiento profundo de la política italiana y el mercado italiano e internacional."

## Distinciones
Recibió el Premio de América de la Fundación Italia-EE. UU. en 2014.